# Klaus H. Hartmann

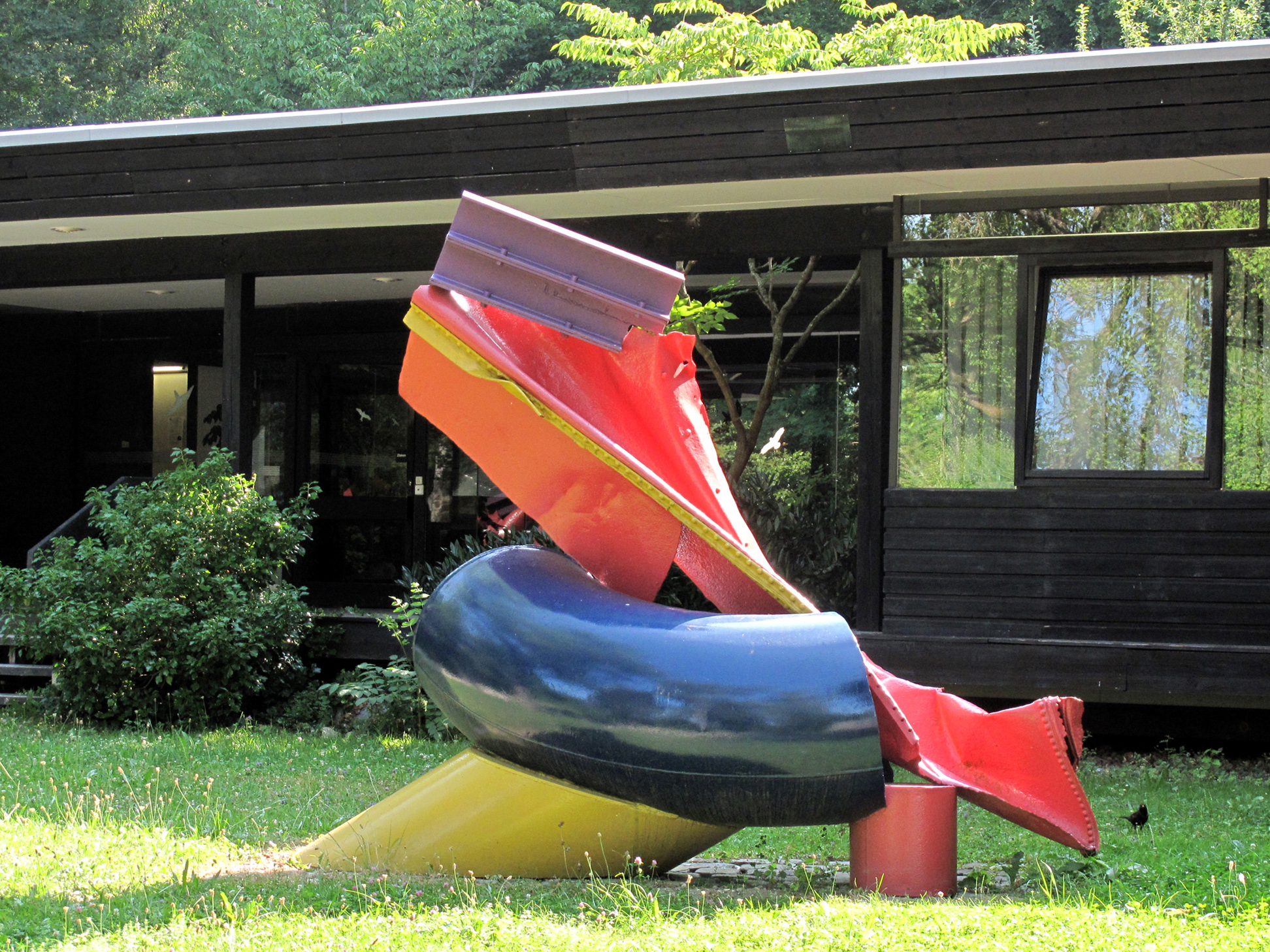
Pink Flamingo, Kunstpfad Universität Ulm

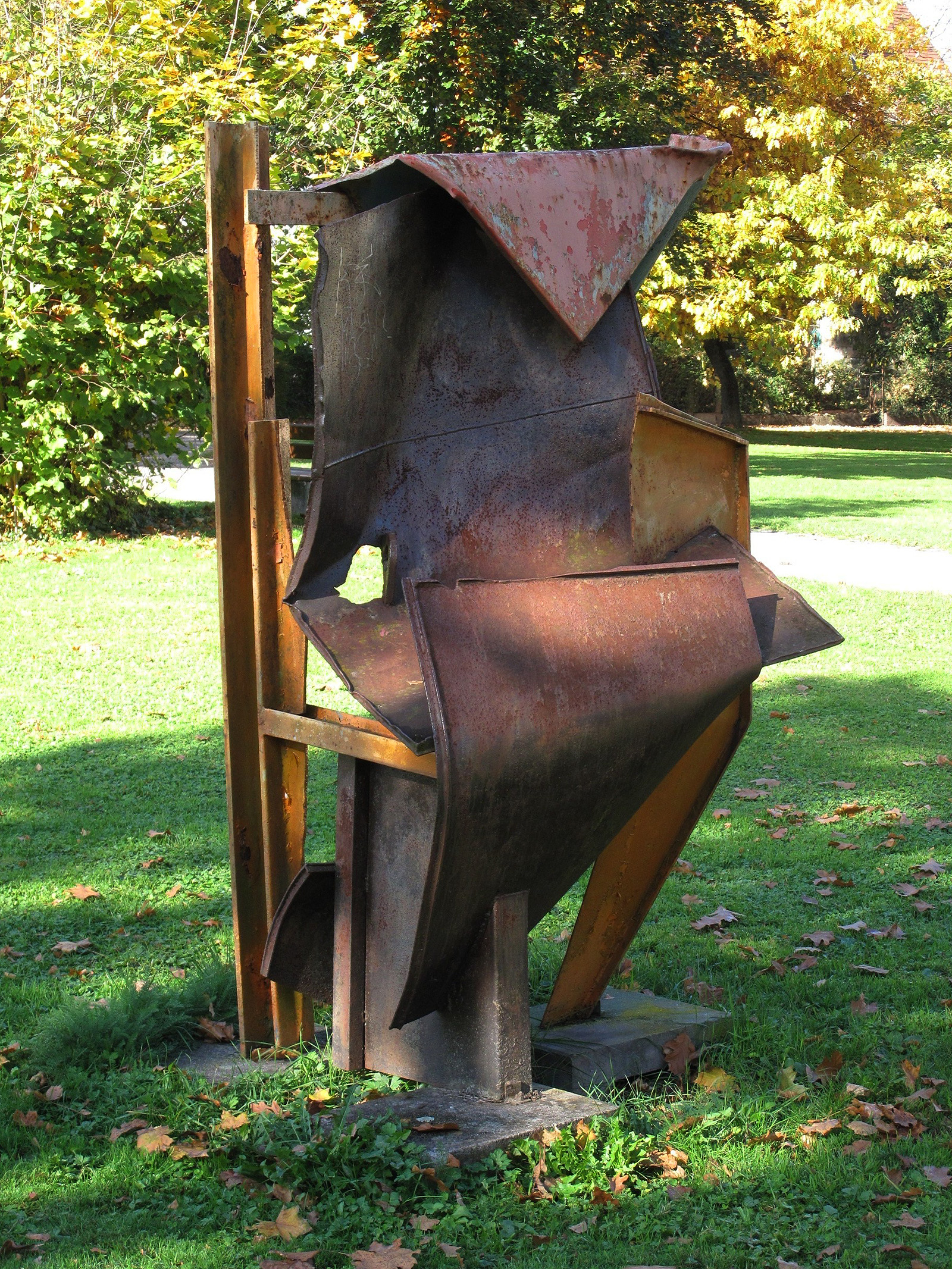
Brandung, Skulpturen-Rundgang Schorndorf

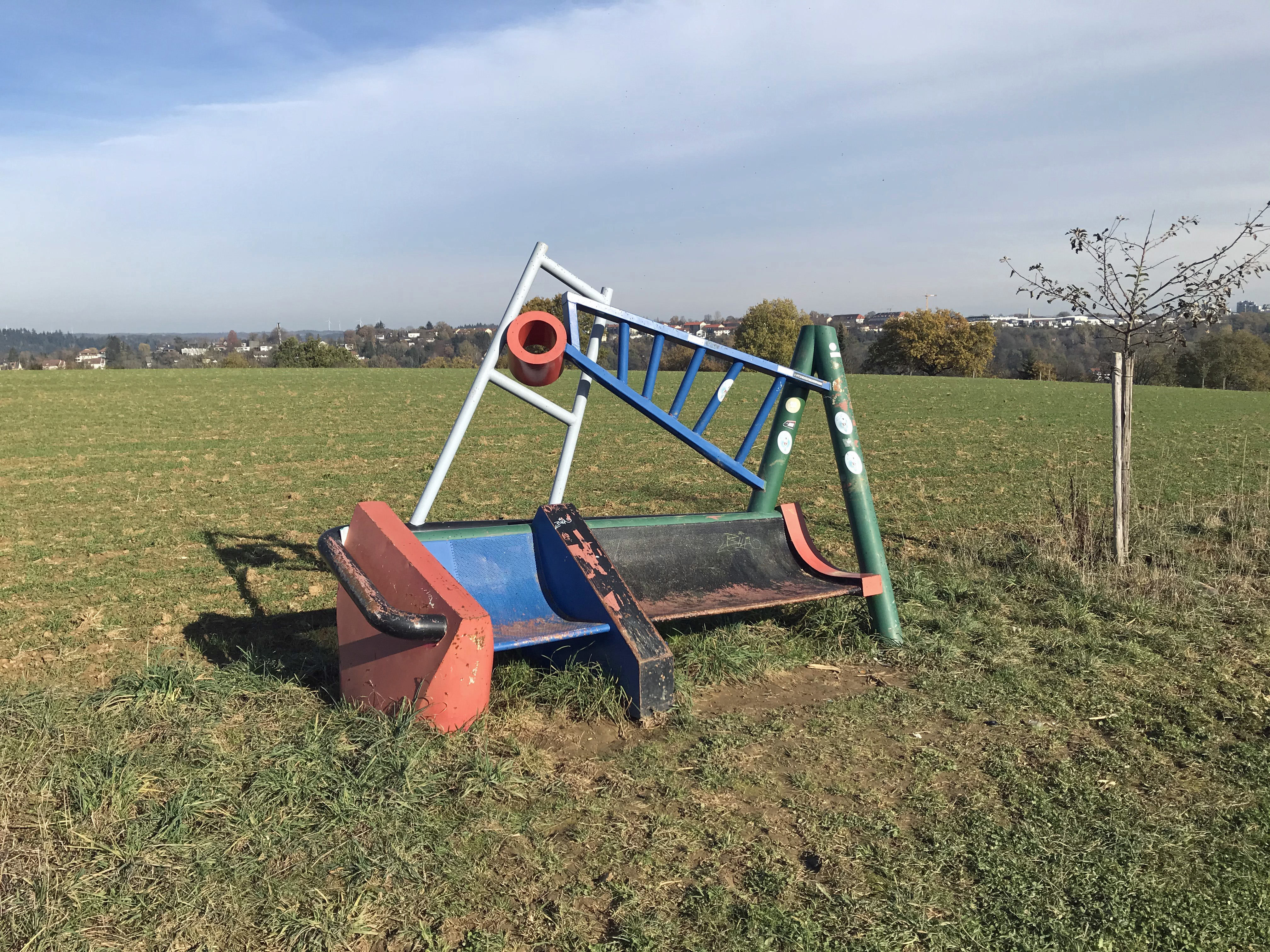
Bank, Wege zur Kunst in Straßdorf (Schwäbisch Gmünd)

Klaus H. Hartmann (* 1955 in Schwäbisch Gmünd) ist ein deutscher Bildhauer.

## Biografie
Klaus H. Hartmann absolvierte zunächst eine Ausbildung zum Krankenpfleger. Seit 1979 lebt und arbeitet er in Berlin. Er studierte von 1980 bis 1986 Bildhauerei bei David Evison an der Hochschule der Künste Berlin.  1982 war er Gründungsmitglied der Gruppe ODIOUS (u. a. mit Gisela von Bruchhausen, Klaus Duschat, Hartmut Stielow, David Lee Thompson, und Gustav Reinhardt). Über Jahre hinweg führte die Gruppe ein gemeinsames Atelier. Die Mitglieder stellten gemeinsam oder einzeln aus.
1984 wurde Hartmann bei der XVIIIe Prix Internationale d’Art, Monte Carlo ausgezeichnet, 1985 wurde er Meisterschüler von David Evison, 1987 erhielt er ein Arbeitsstipendium des Senators für Kulturelle Angelegenheiten, Berlin, 1988 ein Atelierstipendium der Karlhofergesellschaft, Berlin. Seit 2005 ist er Mitglied der Deutschen Gesellschaft für Gartenkunst und Landschaftskultur e. V.
Hartmann arbeitet mit bemaltem und deformiertem Blech und stellt es in einen bewussten Gegensatz zu ruhigen, klar geformten Einzelelementen.

## Einzelausstellungen (Auswahl)
- 1985: Gmünder Kunstverein, Schwäbisch Gmünd
- 1986: Galerie Art FORUM, Hannover
- 1987: Galerie IN FONTE, Berlin
- 1991: Kunstverein Springhornhof, Neuenkirchen
- 1996: Galerie am Kleinen Markt, Mannheim

## Ausstellungsbeteiligungen (Auswahl)
- 1985: 5. Bremer Freiskulpturenausstellung, Bremen
- 1985: Große Kunstausstellung Nordrhein-Westfalen, Düsseldorf
- 1989: 4. Triennale Kleinplastik, Fellbach
- 1994: Stahlplastik in Deutschland, Halle
- 2000: Kulturforum Berlin

## Werke im öffentlichen Raum
- 1984: Gang Bang, Salzgitter
- Große Parabel Landratsamt Aalen
- 1983: Parkfriedhof Neukölln
- 1985: BeZüge, Kunst in der Landschaft, Neuenkirchen
- 1987: Brandung, Skulpturen-Rundgang Schorndorf in Schorndorf
- 1987: Bank, Landeskunstwochen 1987 in Schwäbisch Gmünd, seit 2019 im Skulpturenpark Wege zur Kunst in Straßdorf (Schwäbisch Gmünd)

## Weitere Projekte im öffentlichen Raum mit ODIOUS
- 1984: Zeit-Wege-Zeit, Britzer Garten in Berlin
- 1989: Pink Flamingo, Kunstpfad Universität Ulm in Ulm
- 1998–2000: Naturpark Schöneberger Südgelände, Berlin
- 1999: Platz vor dem Neuen Tor, Berlin
- 2001: Goethegarten, im Palmengarten, Frankfurt am Main
- 2002–2003: Fasanengarten im Schlossgarten, Blankenburg
- 2005–2006: Gardino Segreto im Naturpark Schöneberger Südgelände, Berlin